# Indra Soundar Rajan
P. Soundar Rajan (Salem, 13 de noviembre de 1958 - Madurai, 10 de noviembre de 2024), conocido por su nombre de pluma Indra Soundar Rajan (en tamil: இந்திரா சௌந்தர்ராஜன், también escrito como Indira Soundarayan) fue un escritor indio en idioma tamil. 

## Biografía
Escribió relato corto, novela y guiones para películas y series de televisión. Vivió en Madurai.

## Obra principal
- Marmadesam (Tierra misteriosa)
- Ruthra Veena